# 前田真実果
前田 真実果（まえだ まみか、1992年12月2日）は、日本のレースクイーン、女性モデル。京都府出身、プリッツコーポレーション所属。

## 来歴
2015年、「Porsche Excellence Lady」に就任し、SUPER GTのレースクイーンを初めて務める。同年にはD1グランプリで「EXEDY Racing Girls」も務めていた。
2017年は北海道出身の多田夏摘と共に「TEAM TOM'S バンテリンレースクイーン」としてSUPER GTとスーパーフォーミュラの2カテゴリーで活動。2018年と2019年は石橋あこと共に「Modulo Drago Corse KENWOODレディ」を務めている。

## 人物
- 趣味は手芸、絵を描くこと、琴、三味線。

## レースクイーン・イメージガール
- 2015年
  - SUPER GT300クラス「Prosche Team KTR “Porsche Excellence Lady”」[3]
  - D1グランプリ「EXEDY Racing Girls」[5][9]
- 2017年：SUPER GT500クラス・スーパーフォーミュラ「TEAM TOM'S バンテリンレースクイーン」[6][7]
- 2018年 - 2019年：SUPER GT300クラス「Modulo Drago Corse KENWOODレディ」[8]

## イベント出演
| イベント名         | 出演年：出演ブース                                                       |
| ------------------ | ------------------------------------------------------------------------ |
| 東京オートサロン   | 2015年：ヨコモ 2016年：EXEDY 2017年・2018年：DUNLOP 2019年：ブリヂストン |
| 東京モーターショー | 2015年：EXEDY 2017年：トヨタ自動車                                       |
| AnimeJapan         | 2015年：日本工学院                                                       |
| 東京ゲームショウ   | 2016年・2018年・2019年：CAPCOM 2017年：スクウェア・エニックス            |